# Суцкевер, Илья
Илья́ Суцке́вер (при рождении Илья́ Ефи́мович Суцке́вер, ивр. איליה סוצקבר‎, англ. Ilya Sutskever; род. 8 декабря 1986, Горький, РСФСР, СССР) — канадский и израильский учёный в области информатики, искусственного интеллекта и машинного обучения. Сооснователь компании OpenAI.

## Ранняя жизнь и образование
Родился в Горьком в 1986 году. Его отец — Ефим Наумович Суцкевер — инженер, выпускник кафедры физики диэлектриков и полупроводников физического факультета Горьковского государственного университета (1978), соавтор изобретений в области электроники. Младший брат — Ноум Суцкевер, также информатик.
В 1991 году семья эмигрировала в Израиль и поселилась в Иерусалиме, где он в 2000—2002 годах проходил обучение в Открытом университете Израиля.
В 2002 году с семьёй переехал в Канаду. Позже поступил в Университет Торонто, где получил бакалаврскую степень по математике и компьютерным наукам в 2005 году, магистерскую степень в 2007 году и докторскую степень в 2012 году. Его научным руководителем был профессор Джеффри Хинтон, один из основателей глубокого обучения.

## Карьера

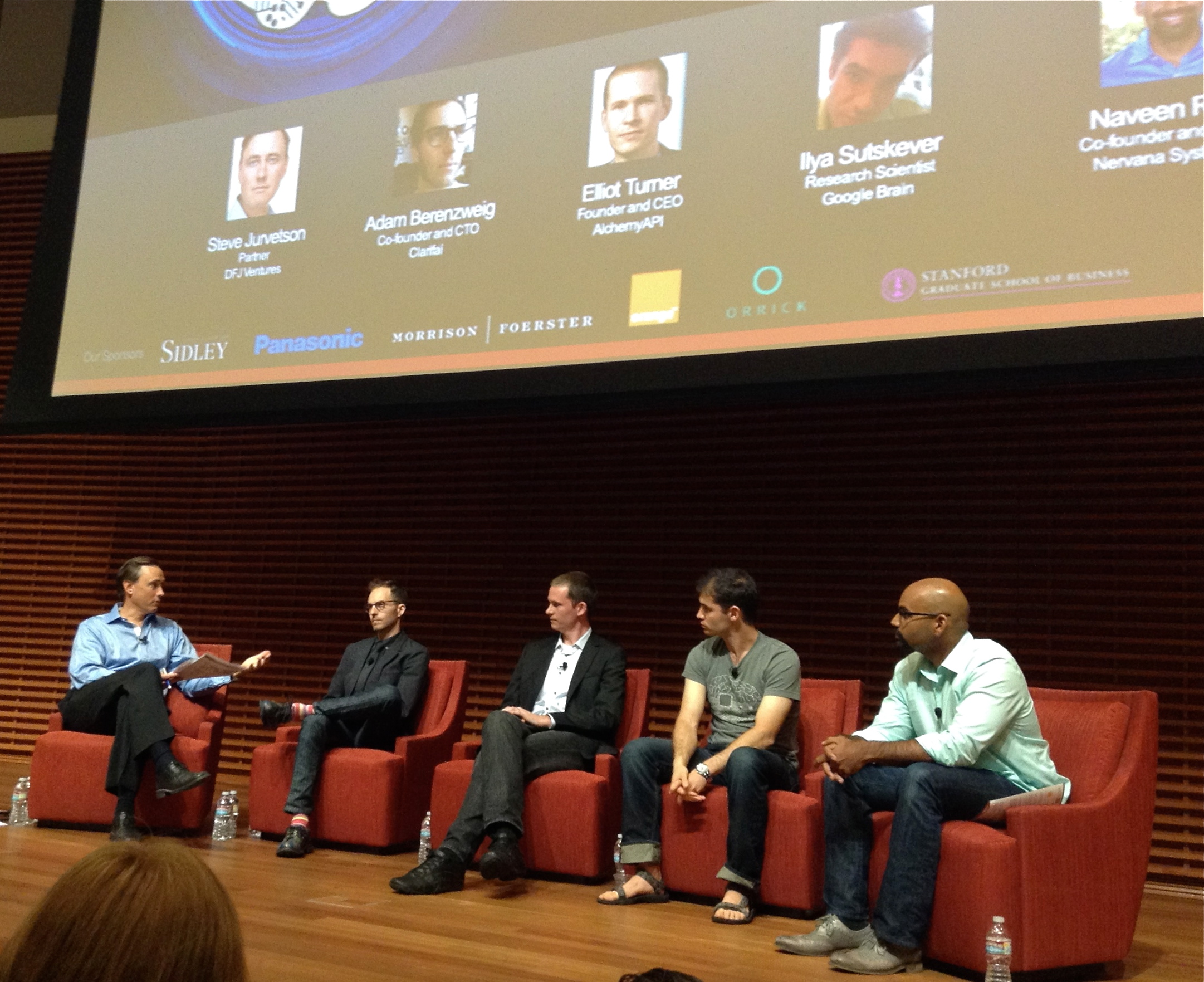
Илья Суцкевер (второй справа) в Стэнфордской школе бизнеса в 2014 году

После окончания университета Суцкевер начал работать в сфере искусственного интеллекта и машинного обучения.
В 2013 году стал одним из основателей компании DNNresearch Inc., которая специализировалась на разработке глубоких нейронных сетей. В том же году компанию купил Google, и Илья продолжил работу в Google Brain.
В 2015 году стал сооснователем OpenAI вместе с Илоном Маском, Сэмом Альтманом, Питером Тилем и другими. Суцкевер занимает должность главного научного сотрудника в компании.
В июле 2023 года возглавил отдел Superalignment в OpenAI. Задача отдела — обеспечить безопасность и управляемость ИИ, превосходящего человека. 15 мая 2024 года объявил об уходе с поста научного руководителя OpenAl из-за разногласий с главой компании Сэмом Альтманом. .
После ухода из OpenAI в июне 2024 г. совместно с Даниэлем Гроссом и Даниэлем Леви объявил о запуске собственного стартапа Safe Superintelligence Inc..
На протяжении своей карьеры сделал значительный вклад в развитие области искусственного интеллекта и машинного обучения. Активно участвует в создании и разработке новых алгоритмов и методов глубокого обучения. Автор и соавтор множества научных публикаций и презентаций на международных конференциях по машинному обучению и искусственному интеллекту.
Индекс Хирша — 76 (398 376 цитирований, май 2023).

## Уход из OpenAI и новый этап
Весной 2024 года, спустя почти десятилетие с момента основания OpenAI, Илья Суцкевер объявил об уходе из компании. В своём заявлении он подчеркнул, что остаётся убеждён в миссии организации, однако переходит к новому проекту, детали которого пока не раскрываются. Его место занял Якуб Пачоцки — руководитель разработки GPT-4.
После ухода из OpenAI в мае 2024 года Илья Суцкевер сосредоточился на новом амбициозном проекте — создании стартапа Safe Superintelligence Inc. (SSI), целью которого является разработка безопасного суперинтеллекта, способного превзойти человеческий интеллект, но при этом не представляющего угрозы для человечества. 
В феврале 2025 года компания привлекла $1 млрд при оценке в $30 млрд, а к апрелю 2025 года оценка достигла $32 млрд. 
В июле 2025 года Суцкевер стал генеральным директором стартапа после ухода предыдущего CEO Даниэля Гросса.

## Признание и награды
- В 2015 году MIT Technology Review включил Суцкевера в свой список «35 инноваторов младше 35 лет»[22].
- В 2022 году Илья Суцкевер был избран членом Лондонского Королевского общества[23].